# 內戈蒂諾市鎮

內戈蒂諾市鎮在北馬其頓的位置

內戈蒂諾市鎮是北馬其頓共和國的一個市镇，行政中心为內戈蒂諾，属于瓦尔达尔统计区，總面積132.9平方公里，2002年人口19,212。
該市镇北接什蒂普市镇，東鄰孔切市鎮和代米尔卡皮亚市镇，西臨格拉德斯科市镇和羅索曼市鎮，南毗卡瓦達爾齊市鎮。

## 外部連結
- 官方网站